# Risque géologique

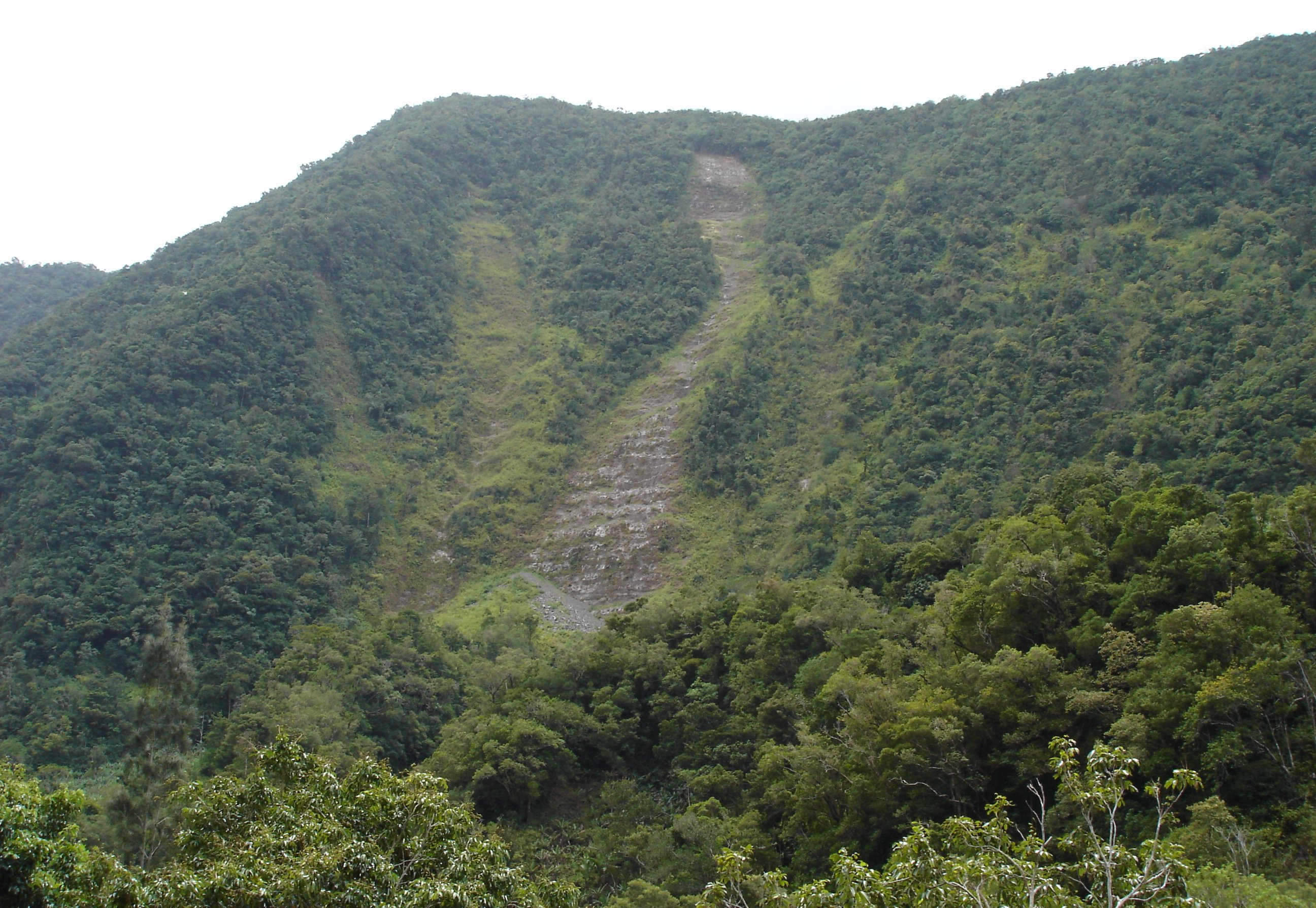
Glissement de terrain à Langevin (La Réunion).

Un risque géologique est un risque qui peut aboutir à un incident ou accident lié à la nature du terrain, comme un séisme, une éruption volcanique ou un glissement de terrain. Un risque est la combinaison d'un enjeu et d'un aléa. 
Les risques géologiques peuvent être classés en deux catégories,:
- les risques naturels liés à l'activité de la planète
- les risques liés aux activités humaines

## Les risques géologiques naturels
Ces risques géologiques peuvent être liés à des mouvements lents et/ou continus, comme des tassements, effondrement karstiques ou autres formes d'affaissements de terrain (dolines...avec le cas particulier des affaissements miniers), l'aléa de type retrait-gonflement des argiles, migration dunaire (en) ou des glissements de terrain.
Ils peuvent être aussi liés à des mouvements rapides et discontinus, comme un séisme ou une éruption volcanique, un effondrement de cavité souterraine, une chute de rochers, des inondations (avec comme cas extrême un tsunami), ou des coulées de boue.

## Les risques géologiques liés aux activités humaines
Les activités humaines, comme le creusement de mines mal étayées, peut générer un risque géologique de type dégât minier, qui provoque un tassement ou effondrement de terrain et des dégâts sur les habitations en surface, voir Affaissement et effondrement miniers.
L'effondrement d'un barrage comme le barrage de Malpasset qui en 1959 a produit une vague destructrice de 40 m de haut, a été attribué à une conjonction de facteurs, dont la trop faible résistance de la roche et à la présence de failles non détectées aparauvant.
L'exploitation pétrolière présente aussi des risques géologiques importants, ainsi que l'exploitation des gaz de schiste; des évènements au Royaume-Uni et aux États-Unis ont relancé le débat sur le risque géologique lié directement à la fracturation hydraulique.
Le pompage des nappes phréatiques peut aussi conduire à des affaissements de terrain.

## Mesure du risque
Traditionnellement, le risque peut se mesurer par la formule suivante:
{\displaystyle {\text{Risque}}={\text{Menace}}\times {\text{Vulnérabilité}}\times {\text{Exposition}}}
Pour qu'il y ait risque, il faut qu'aucune des trois valeurs ne soit nulle.
La vulnérabilité est le niveau de dommages attendu lorsque la structure considérée est soumise à un phénomène. La vulnérabilité dépend de la structure en question, mais pas de la zone concernée.
L'exposition est le nombre de personnes, biens ou services exposés à la menace. C'est une mesure quantitative du nombre d'éléments potentiellement concernés.
Par exemple un tremblement de terre dans un désert peut avoir une fréquence élevée, mais ne pas présenter pour autant un risque élevé compte tenu du nombre de personnes concernées proche de zéro.
Par contre un glissement de terrain en zone fortement habitée présente un risque élevé même s'il a une fréquence relativement faible.
Pour évaluer au mieux les risques, les scientifiques utilisent des modèles et collectent les données historiques sur les phénomènes afin de mieux les appréhender.

## Maîtrise du risque: les plans de prévention
La maîtrise du risque géologique passe par une bonne connaissance de sa nature en fonction du terrain (établissement de cartes des zones à risques) et par des plans de prévention efficaces, en utilisant des moyens adaptés comme les constructions antisismiques dans les zones concernées, ou le respect des plans d'occupation des sols en zone inondable ou sujette aux glissements de terrain.